# Kyll-Radweg
Der Kyll-Radweg (auch Kylltal-Radweg) ist ein weitgehend parallel zur Kyll verlaufender 123 km langer Radwanderweg.
Er verbindet den Ursprung der Kyll bei Losheimergraben an der deutsch-belgischen Grenze mit der Einmündung in die Mosel bei Trier-Ehrang und der nur wenige Kilometer davon entfernten Römerstadt Trier.
Auf dem Teil von Jünkerath bis Trier kann man neben einer Eisenbahn – der Eifelstrecke – fahren (auch durch 2 Tunnel), und sich eine Steigung ersparen. Der Radwanderweg durchquert mehrere Landschaftsformen der Eifel.
Die Strecke ist auf ca. 118 km asphaltiert, der Rest verläuft auf befestigten Wegen. Die einheitliche Beschilderung mit dem Radweg-Logo ist in beiden Richtungen nach den Richtlinien des ADFC ausgeführt. Zwischen Gerolstein-Bewingen und Densborn wurde ein fast ebener ca. 20 km langer Kinderradweg eingerichtet.

## Streckenverlauf Quelle – Mündung

### Charakteristik
Die Strecke ist fast überall eben bis leicht hügelig. Einzige Ausnahme ist ein starker Anstieg (> 10 %) (ca. 110 Höhenmeter) zwischen Kyllburg und Bitburg-Erdorf. Diese Teilstrecke kann aber mit der Bahn überbrückt werden (Bahnhöfe Kyllburg und Erdorf). Von Jünkerath-Glaadt bis Densborn ist der separate Radweg asphaltiert. Danach führt die Strecke teilweise über ruhige Landstraßen bis Bitburg-Erdorf. Von dort verläuft die Route parallel zur Eisenbahnlinie. An zwei Stellen führt der Radweg durch Tunnel, mit Gittern von der Bahn getrennt, anstelle des zweiten demontierten Gleises: Der Dechen-Tunnel (181 m) liegt zwischen St. Thomas und Kyllburg. Der Kyller Tunnel (138 m) befindet sich 8 km nördlich von Kordel bei Kyll an der Kyll. Die Wegbeschaffenheit ist ab Frauenkron durchgehend gut.

### Beschreibung
Der Radweg beginnt am Zusammenfluss der drei Quellbäche der Kyll an der deutsch-belgischen Grenze, nahe Losheimergraben, das zur Gemeinde Hellenthal in Nordrhein-Westfalen gehört. Die ersten Kilometer führen hügelig durch ein Waldgebiet, wobei auf etwa 2 km das Bundesland Rheinland-Pfalz durchfahren wird. Die erste Ortschaft, die nach dem Wald erreicht wird, ist Frauenkron, ein Ortsteil der Gemeinde Dahlem in Nordrhein-Westfalen. Der Radweg folgt dann für ca. einen Kilometer der L 22 (auf rheinland-pfälzischem Gebiet) und erreicht den Kronenburger See (Kylltalsperre), in dem die Kyll in einem Hochwasserrückhaltebecken aufgestaut wird. Die Strecke führt am nördlichen Ufer des als Erholungs- und Freizeitgewässer dienenden Sees vorbei nach Kronenburgerhütte. Wenige Hundert Meter nördlich liegen Ort und Burgruine Kronenburg. Danach verläuft die Route über Hammerhütte, hinter dem Nordrhein-Westfalen endgültig verlassen wird, nach Stadtkyll. Dort zweigt der Prümtal-Radweg ab, der über das Quellgebiet, entlang des Flusses, zu dessen Mündung in die Sauer bei Minden führt. Danach wird der Ort Jünkerath erreicht.
Am 3. Mai 2015 erfolgte nach dem Abschluss des Umbaus der ehemaligen Trasse der Vennquerbahn zum Geh- und Radweg die Eröffnung des abschließenden Neubauteilstücks von Jünkerath bis zur belgischen Landesgrenze. Es gibt nun eine überwiegend asphaltierte Strecke von Weywertz auf der Trasse der ehemaligen Eisenbahn (RAVel L.45a) über Losheimergraben (Grenze) und übergangslos in den Kyll-Radweg bis Jünkerath, der als Kylltal-Radweg dann weiter bis nach Trier führt. In Weywertz besteht die Anbindung an den Vennbahnradweg.
In Jünkerath befindet sich der erste, direkt am Radweg gelegene Bahnhof. Weiter führt die Route über Gönnersdorf nach Birgel. Der nächste Ort am Kylltal-Radweg ist Bolsdorf, ein Ortsteil von Hillesheim, wo der Kalkeifel-Radweg nach einer Strecke durch das „Bolsdorfer Tälchen“ endet. Vor Gerolstein liegt weithin sichtbar die Burgruine Kasselburg. Gerolstein überragt das Dolomitmassiv an, die Reste eines ehemaligen Korallenriffs. Durch Gerolstein führt auch der Eifel-Ardennen-Radweg, der zusammen mit seinen Anschlusswegen die Eifel in westöstlicher Richtung durchquert.
Nach Gerolstein ist der nächste Ort Birresborn. Der Radweg führt dann weiter nach Mürlenbach, wo oberhalb die Bertradaburg steht.  In Kyll- und Bahnnähe führt die Route dann weiter durch die Orte Densborn und Usch-Zendscheid ins mittelalterliche Kyllburg mit der Burg Kyllburg und dem nahegelegenen Schloss Malberg. Nach Kyllburg verlässt der Weg die Kyll und führt über eine Steigung (bis zu 13 %) nach Wilsecker, mit anschließender Abfahrt unter der Kylltalbrücke hindurch nach Bitburg-Erdorf, wo der Weg wieder auf die Kyll trifft. Insgesamt sind rund 110 Meter Höhenunterschied zu bewältigen.
Über Hüttingen an der Kyll und Philippsheim führt die Route in den Töpferort Speicher. Von Auw an der Kyll, wo sich die Wallfahrtskirche Maria Himmelfahrt befindet, bis an die Mosel führt der Weg durch die mit üppiger Ufervegetation gekennzeichnete auenartige Landschaft. Hinter der Ortschaft Kordel wird mit der Burg Ramstein die letzte Eifel-Burg passiert sowie das Kulturdenkmal Wasserkraftwerk Kylltal, bevor in Trier-Ehrang die Mündung der Kyll in die Mosel erreicht wird. Über den Mosel-Radweg kann man weiter über Trier-Pfalzel nach Trier-Mitte fahren oder wandern.

### Höhenangaben

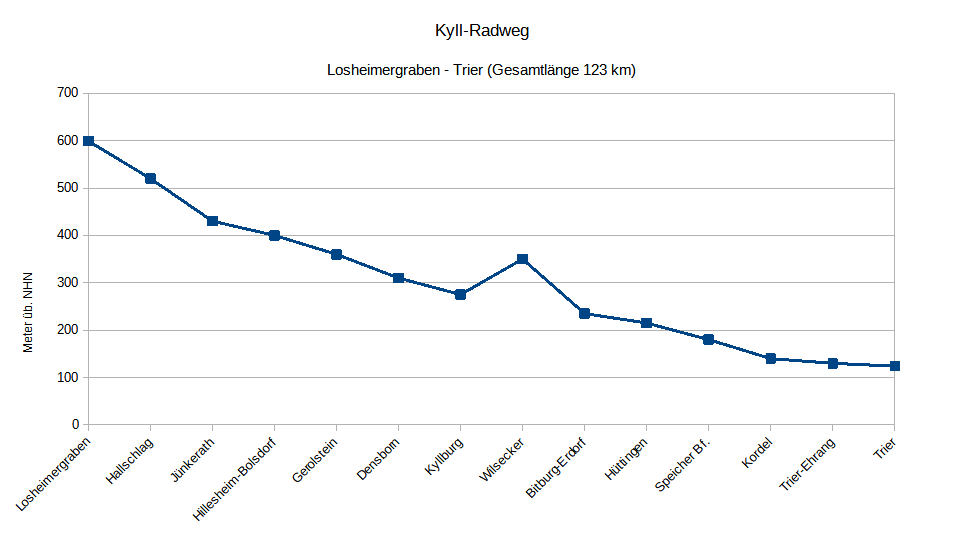
Höhenprofil Kyll-Radweg

- Losheimergraben: 599 m
- Hallschlag (RLP): 520 m
- Jünkerath: 430 m
- Hillesheim-Bolsdorf: 400 m
- Gerolstein: 360 m
- Densborn: 310 m
- Kyllburg: 275 m
- Wilsecker: 350 m
- Bitburg-Erdorf: 235 m
- Hüttingen: 215 m
- Speicher (Bahnhof): 180 m
- Kordel: 140 m
- Trier-Ehrang: 130 m
- Trier: 124 m

### Sehenswürdigkeiten
- Kronenburg: Der Ort mit seiner Burgruine sowie der Stauanlage Kronenburg (Kylltalsperre) in Kronenburgerhütte der als Hochwasserrückhaltebecken der Kyll angelegt wurde und als Erholungs- und Freizeitgewässer dient.
- Jünkerath: Das Eisenmuseum Jünkerath dokumentiert die Geschichte der regionalen Eisenindustrie seit dem 15. Jahrhundert.
- Birgel: Historische Wassermühle mit Schneide-, Öl- und Senfmühle und Schnapsbrennerei.
- Hillesheim: Hillesheim verfügt neben einem historischen Ortskern über eine teilweise erhaltene und restaurierte Stadtmauer aus dem 13. Jahrhundert. Die Stadtmauer ist abschnittweise über einen Wehrgang begehbar.
- Gerolstein: Die Kasselburg mit dem „Adler- und Wolfspark Kasselburg“, wo Freiflugübungen von Steinadlern und Falken gezeigt werden. Die Erlöserkirche, die ein Geschenk des Kirchenbauverein Berlin an Kaiser Wilhelm II. war. Die Löwenburg sowie die Burg Lissingen und die römische „Villa Sarabodis“. Das Naturkundemuseum im alten Rathaus zeigt die bewegte erdgeschichtliche Vergangenheit der Region.
- Mürlenbach: Bertradaburg.
- Kyllburg: Mit der Stiftskirche und Burg Kyllburg. Im Ortsteil St. Thomas das gleichnamige, ehemalige Zisterzienserkloster. In Malberg steht das im venezianischen Barock ausgebaute Schloss Malberg.
- Speicher: Hier wird noch mit dem größten und ältesten holzgefeuerten Ofen Deutschlands Ton gebrannt, während das Heimatmuseum über die Geschichte der Töpferei in der Region informiert.
- Auw an der Kyll: Wallfahrtskirche Maria Himmelfahrt.
- Kordel: Burg Ramstein
- Trier-Ehrang: Altstadt
- Trier: Die Stadt nennt sich die Älteste Stadt Deutschlands und verfügt über das Welterbe Römische Baudenkmäler, Dom und Liebfrauenkirche in Trier.

Galerie

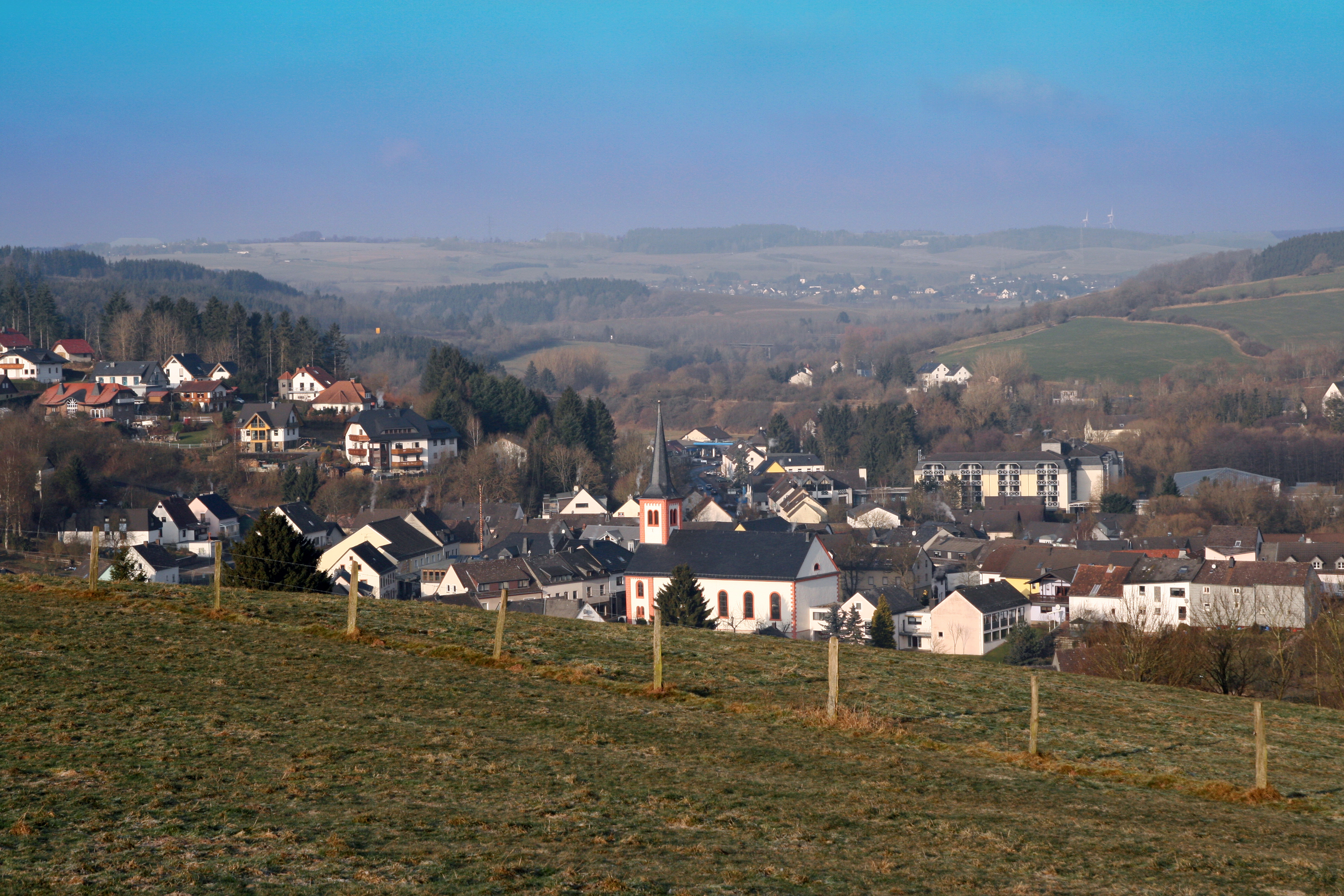
Blick auf Stadtkyll
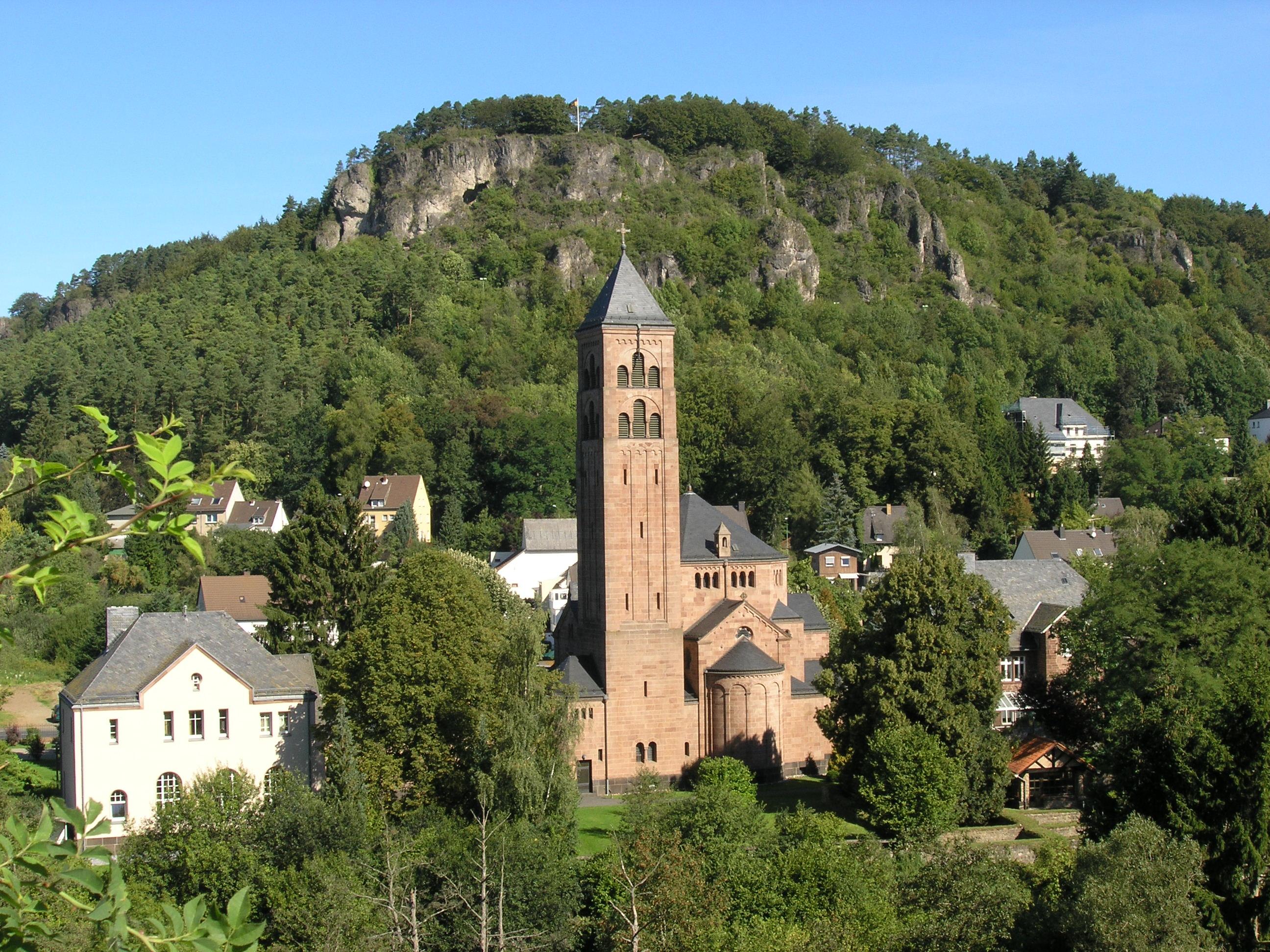
Erlöserkirche in Gerolstein
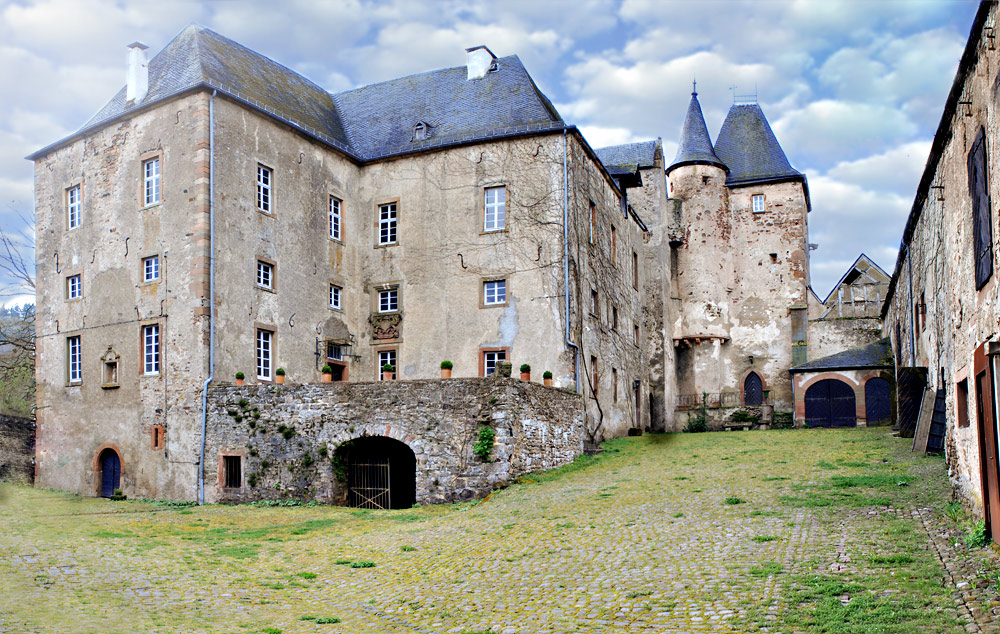
Burg Lissingen bei Gerolstein
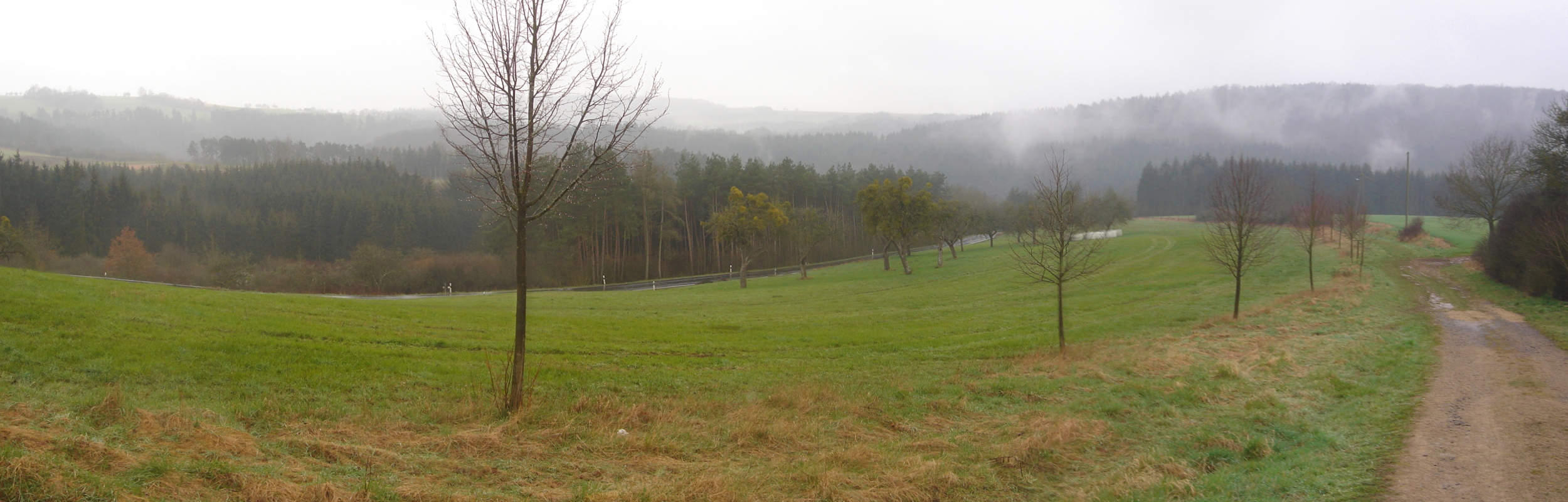
Typische Südeifel-Landschaft nahe Speicher bei Bitburg
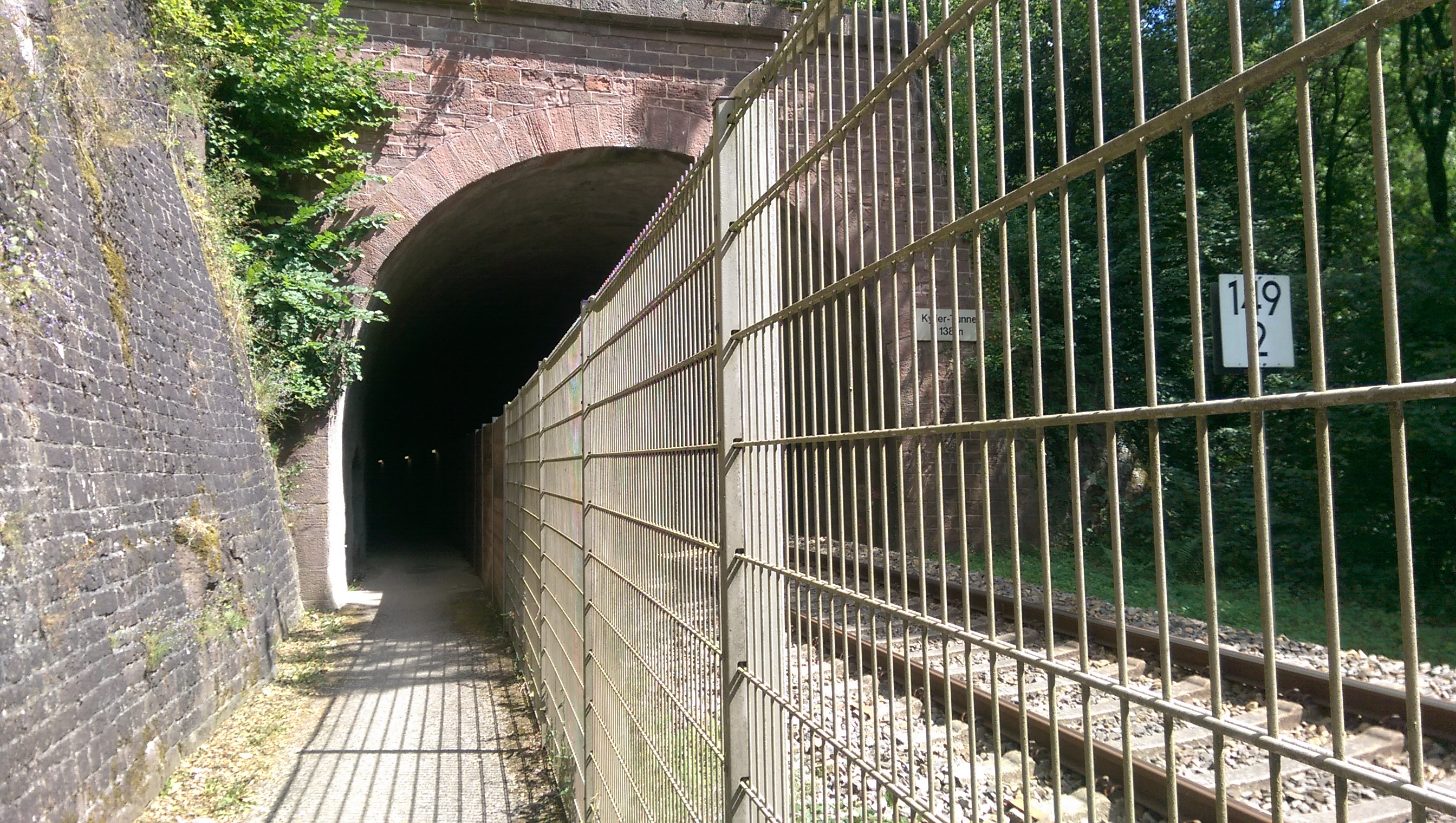
Wegführung neben dem Bahngleis im Kyller Tunnel
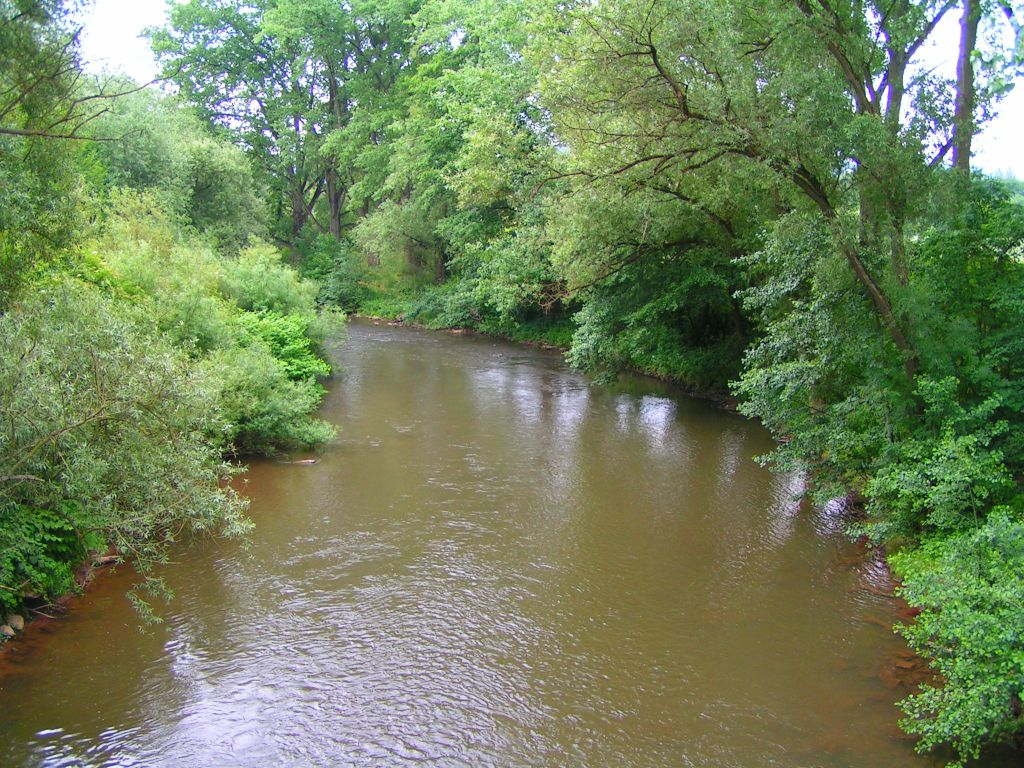
Kyll kurz vor der Mündung in die Mosel
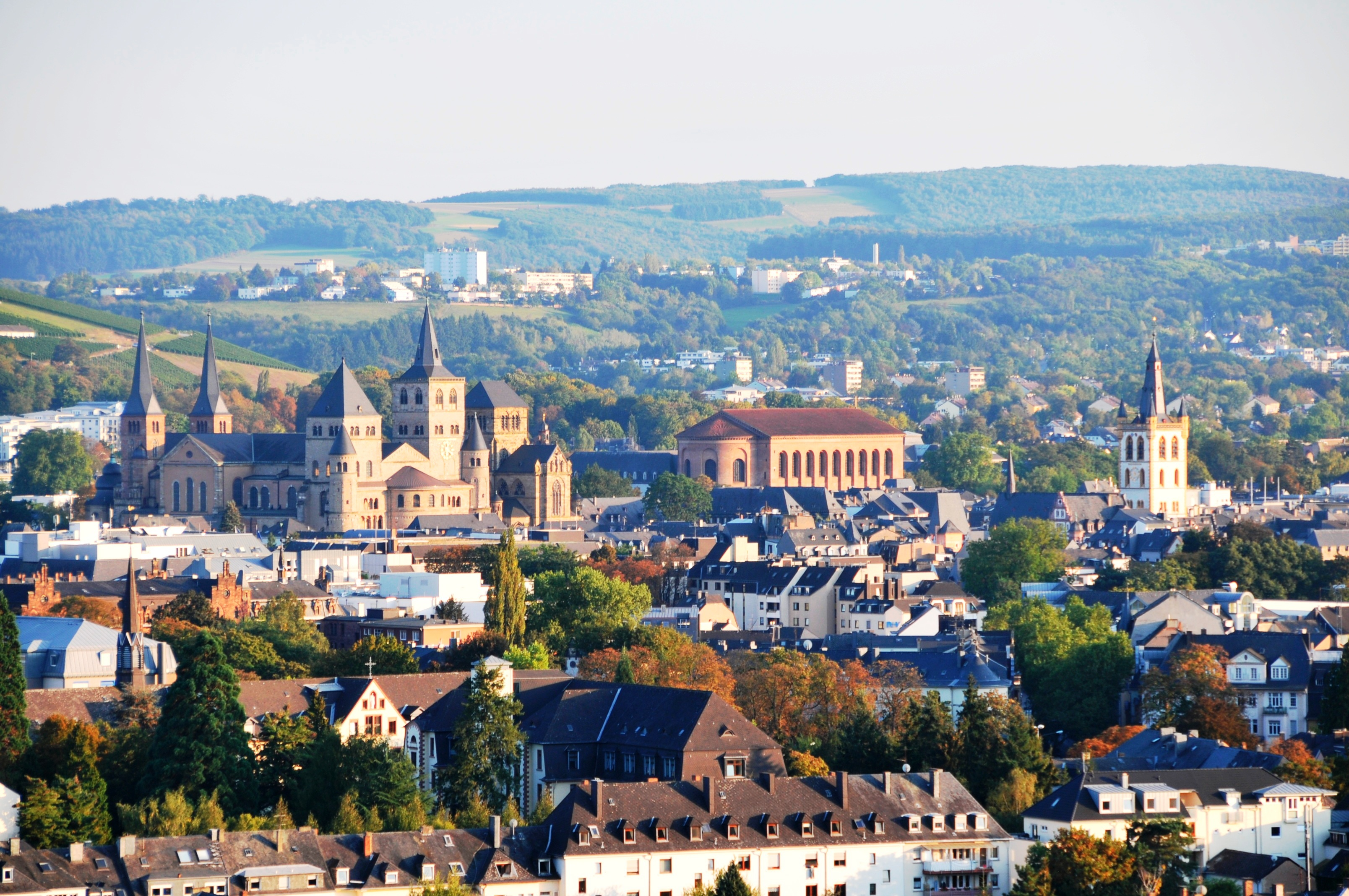
Stadtzentrum Trier

## Anschlussradwege
Von Losheimergraben gelangt man auf der Trasse der ehemaligen Vennquerbahn über Büllingen nach Weywertz zum Vennbahnradweg.
Von Bolsdorf, einem Ortsteil von Hillesheim, führt der Kalkeifel-Radweg als Bahntrassenweg nach Ahrdorf im Ahrtal. Vom Kalkeifel-Radweg zweigt in Niederehe die Mineralquellen-Route ab und stellt über Daun eine Verbindung zum Maare-Mosel-Radweg her. Zum Maare-Mosel-Radweg gibt es eine weitere Querverbindung nach Wittlich über den in Schweich/Mosel startenden Radweg Wittlicher Senke. In Gerolstein besteht Anschluss an den Eifel-Ardennen-Radweg, der St. Vith in Belgien und Adenau am Nürburgring verbindet. Damit besteht, zusammen mit den Anschlusswegen, eine Radwanderroute, welche die gesamte Eifel in nordöstlicher Richtung durchquert. Mit der Anbindung an den Mosel-Radweg ist der Mosellauf zwischen Metz und Koblenz über Radwanderwege erschlossen.
Siehe auch:
- Liste der Radfernwege in Deutschland
- Liste der Radwege in Rheinland-Pfalz

## Bahn- und Busanbindung
Der am nächsten an den Quellen der Kyll gelegene Bahnhof ist Dahlem an der Eifelstrecke Köln – Trier bzw. Koblenz. Von hier nach Kronenburg sind es ca. 10 km und zum Kyllquellgebiet bei Losheimergraben ca. 23 km. Das Verbindungsstück von Dahlem nach Kronenburg ist als Tälerroute beschildert.
Bei der Wahl der Route direkt Richtung Mündung, wird Jünkerath ca. 8 km unterhalb von Kronenburg erreicht. Damit bietet sich als Startort auch der Bahnhof von Jünkerath an. Die Eifelstrecke verläuft dann streckenbegleitend bis Trier. In Trier besteht Anschluss an die Moselstrecke nach Koblenz, die im Stundentakt bedient wird.
Als Folge der Flutkatastrophe im Juli 2021 werden die Bahnhöfe Dahlem, Jünkerath, Lissendorf und Hillesheim-Oberbettingen auf absehbare Zeit nicht von der Bahn bedient. Es ist ein Schienenersatzverkehr von Kall über Blankenheim-Wald und Jünkerath nach Gerolstein eingerichtet.
Die Buslinie „RadBus Eifel-Mosel“  (Linie 777) verkehrt vom 1. April bis 1. November täglich zwischen Cochem an der Mosel und Gerolstein in der Vulkaneifel und bindet unterwegs auch Ulmen und Daun an. Diese Buslinie hat Platz für 22 Fahrräder.